# 分析评论

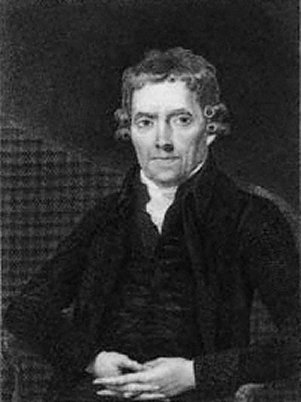
约瑟夫·约翰逊，《分析评论》联合创始人（由威廉·夏普根据Moses Haughton the younger的画雕刻而成）

《分析评论》是由英国出版商约瑟夫·约翰逊和作家托马斯·克里斯蒂联合发行的英文期刊，1788年至1798年发行于伦敦。该刊是十八世纪末的批判性出版物，属于公共信件的一部分，旨在为读者提供各类新出版物的即时评论和分析平台。
《分析评论》为激进的政治和宗教的观点提供了重要的交流平台。虽然该刊宗旨是公正性，但其文章大多是对英国政府的批判和对法国大革命的支持。虽然杂志在当时的流通量较低，它仍然影响着大众意见，且为保守政府的小威廉·皮特所担忧。1797年后期，自称为《分析评论》的克星的《反雅各宾评论》创立，创立者是一群政府和其他保守主义者的支持者；它批评了《分析》的激进的政治立场并监测不爱国的和非宗教的情绪。
《分析评论》由独立的部门组成，每个部门有其自己的主编，分别撰写关于政治、哲学、自然历史和文学的文章。为了提高读者兴趣，杂志允许作者匿名评论，另外还征聘了一些著名的作家，诸如诗人威廉·古柏，道学家威廉·恩菲尔德，医生约翰·艾金约翰·艾金和辩论家玛丽·沃斯通克拉夫特。
克里斯蒂和沃斯通克拉夫特分别于1796年和1797年去世后《分析评论》于1798年停刊。约翰逊在这一年被判定犯有煽动罪，其他编者同时退休。

## 建立

### 先驱
《辉格党评论月刊》和《托里批判》是英国首批专业性的评论期刊。书中内容主要聚焦于诗歌、小说、喜剧、畅销书、旅行文学、传记、科学小品文和其他形式的流行文学作品，而并不评论复杂的神学或学术著作，特别是相关外语著作。《辉格党评论月刊》由拉尔夫·格里菲斯于1749年创立，《托里批判》由托比亚斯斯莫列特于1756年创立。之后虽有诸如《分析评论》之类的小出版物也加入时评，这两种杂志在十八世纪下半页的英国评论界一直占据着统治地位。
《分析评论》创刊前不久，《神库》和《新评论》相继停刊。此三者办刊理念相同。
《神库》（1770-73；1784-88）旨在注解圣经和严肃分析。其驱动力为约瑟夫·普莱斯利，一位反宗教神学家、牧师兼科学家。圣经注解主要通过丰富的比较性阅读，准确的翻译、分段和句读，简练通俗的评注，哲学解释笔记以及文末添注教义和道德结论来完成。为了鼓励大众广泛阅读，约瑟夫·约翰逊曾低价出售该杂志。他表示只要礼貌地发表观点，《神库》愿意开放接受并真诚需要任何类型的见解，并为他们提供最自由的言论空间，即使是自然主义和宗教揭露也不例外。 1771年，《神库》是约翰逊的主要收入来源，1773年《神库》停刊，1784年约翰逊帮助普莱斯利重新创刊。
《新评论》也是致力于评论的期刊，且会为各类内容观点提供简介，由保罗·亨利·马蒂发行于1782年至1786年。该刊特别关注外国文学，并在引进德国文学到英国公众视野上发挥了领导作用。《分析评论》继承了这一传统。

### 创刊理念
《神库》和《新评论》停刊后有一段出版空窗期。醉心于开创新周刊的作家托马斯·克里斯蒂来到了伦敦，想要建立一个取代甚至可能超越先导们的新期刊。这便是《分析评论》创立的最初愿景。 约翰森、克里斯蒂、普莱斯利和其他几个人相互之间都是朋友，他们创立新期刊的共同兴趣导致了《分析评论》的诞生。

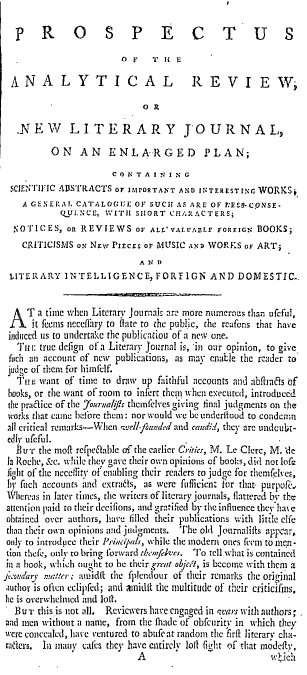
《分析评论》创刊宣言 (1788年)，概述了杂志将保护读者客观论述重要新出版物的愿景

约翰逊和Christie's招股说明书，说明其审评为"历史学家的共和国的信函"[着重部分在原始]. 文学学者保罗敏锐的描述 共和国的信件 作为一个远景的社会中，"所有理性的个人可以有发言权，并在其中一个越来越开明阅读的公众能够判断优点的不同论点为自己"。 的实际目标的 分析评论 是促进这个社会的总结了严重的新的和国外的出版物在很大的深度使得智能的读者可能会形成自己的意见。 这一目标体现在其最初题目： 分析评论；或者历史的文献中，国内和外国，在一个扩大的计划。 含有科学论文摘要的重要和有趣的作品，以英文出版；一个一般性考虑，例如是小结果，短字；通知，或评论的宝贵外国书籍；批评新的音乐作品和艺术作品；以及文学情报的欧洲、等等。 定期力求避免临时工程和评论只是"标准的工作增添到该股的人类知识和会生活之外的一天"。 约翰森和蒂也旨在避免交叉引用和避免形成的口味的公众。 认真注意到这一点是为了把 评论工作 进入的前景并不 评论员 (一共同目标的许多十八世纪期刊)中。 尽早评论，例如，批评历史学家 爱德华长臂猿 为"如此频繁的和不必要地obtruding他特别偏见的眼他的读者的"。 所有编辑，签署了他们的评论与首字母缩写(有时不是他们自己的)，而不是与他们的名字。 这种做法是为了防止出现之间相互勾结的评论者和作者行了评论，虽然这并没有成功的做法。 它也旨在防止任何不道德的膨化，或虚假广告的朋友或自己的书籍；然而，这两个 亨利Fuseli 和 玛丽沃斯通克拉夫特 评论了自己的书刊。
在重新包装的其他出版物的读者，将 分析评论 参加了在百科全书式的运动的十八世纪，一个运动的主要经开始，由 Denis Diderot 和 Jean勒Rond d朗贝尔的 百科全书作的。 兴奋但不堪重负的是什么，他们看作是一个急剧增加人类的知识，encyclopedists的时代，目的在于组织和分类的所有这种新的知识使用一个新的参照系：百科全书。 该 分析评论 的一部分，这个项目及其编辑人员认为他们保留的知识过去和现在的未来。 杂志是，根据学者纳撒尼尔·游览，"最重要彻底评论采用该百科全书式的格式尝试的普遍复盖的出版工作"。 然而，该编辑还认识到，最终是徒劳的这样一个项目。
该 分析评论 是为了启发公众以及为简化之间的通信提交人分隔很远的距离；最重要的是，辩论之间的这些作者可以阅读的公众。 在给予提交人公共论坛进行沟通、期刊，如 分析 有助于确定作者—他们鼓励专业化的写作和授予名誉的作家和记者。
不寻常它的时间，将 分析评论 了目前的外文出版物，特别是那些与科学、哲学、美学弯曲，向其读者的注意。 例如，它赞许地评论了 弗里德里希·席勒的 Fiesco (出版Johnson)，并认为更多的作者的作品应该被翻译。 的 分析 还强调新兴的中产阶级的 新教徒的职业道德，具体把它的科学知识。 一个问题，庆祝成功的英国的商人，称他们为"最自由和开明的男人，已经出现在欧洲"，因为他们的"爱的科学"和"赞助学习的男人"。

## 组织和评论家

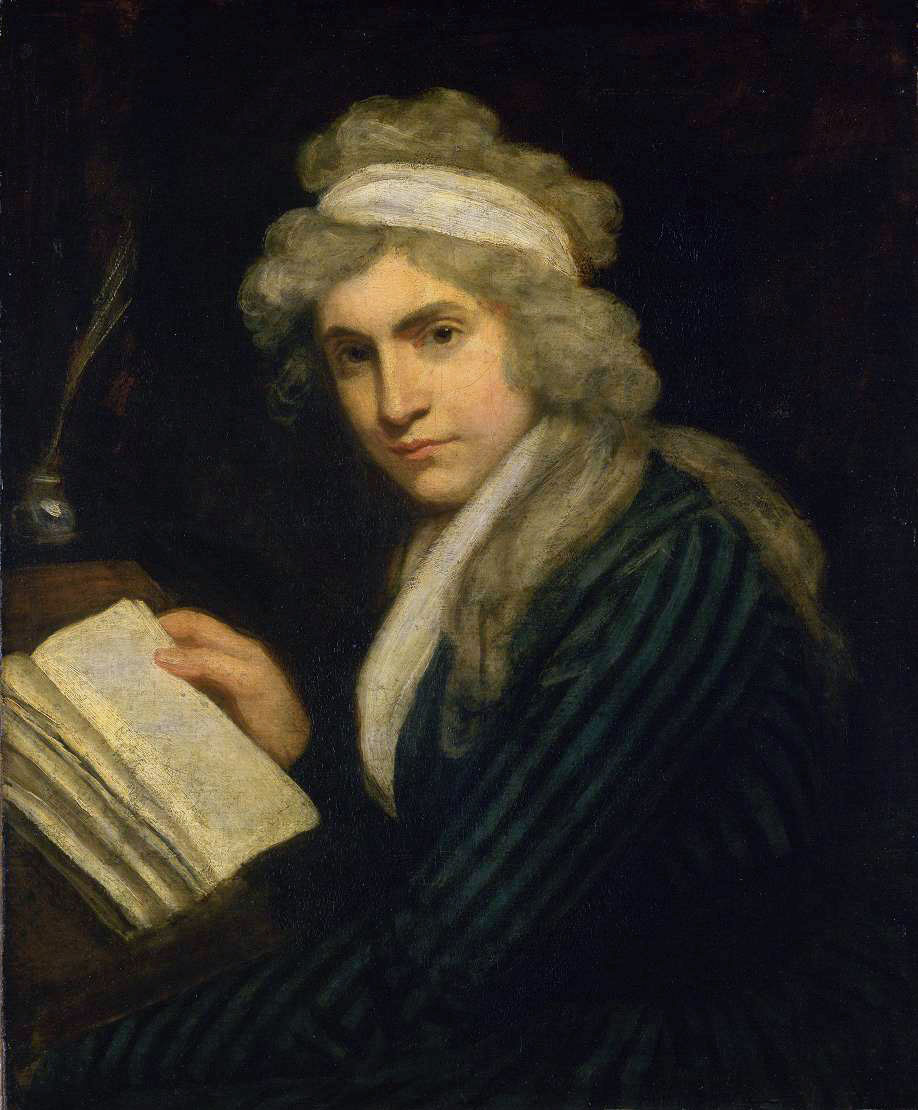
玛丽·沃斯通克拉夫特（约翰·奥佩 1971年著）。 沃斯通克拉夫特是约瑟夫·约翰逊的朋友，也是《分析评论》的主要编辑之一。

约翰森和蒂设置了单独的部门实用科学，例如数学、自然历史、农业和药物；文献，如诗歌、戏剧、浪漫；最后，政治和宗教，其中包括政府、神学、哲学、道德、法律和贸易。 每个部门，有一个首席检查器，尽管他或她可能从事的其他人。 尽管评论机构的名称都不为公众所知，约翰逊和佳士得设法获得几个星：诗人 威廉·考贝；受欢迎的道德 威廉·恩菲尔德；作家和医生 约翰Aikin；诗人，作家和作者 安娜利蒂Barbauld； 统一 部长 威廉特纳；医师和文学评论家 詹姆斯·柯里；艺术家亨利Fuseli；作家 玛丽Hays; 学者的 亚历山大·格迪斯；和神学家 约书亚Toulmin的。 评论人员都被支付，但是学者已经无法发现他们的利率。 蒂是经常缺席之后成立的 分析评论，而使日常业务的日记起来约翰逊。 在1790年，他去巴黎了六个月，在这期间，他会见了革命领导人，并开始一种商业；在1792年他回到帮助的法文翻译他们的宪法和解散其业务。 他离开 苏里南 在1796年收集所欠的钱给他死在那里。
第一个问题的 分析评论 日期可能1788年和最后一个问题是给日1798年。 该问题已出版的每月平均128页。 它们还收集的卷入，其中包括四月的问题和一个附录中(卷21-28切换到一个半年期出版物运行，没有附录). 每一个问题，包含广泛内容表，几个重大评论的10至20页(有时也延伸到第二个问题)，许多轻微的评论、以及"目录的书籍和小册子发表的"在过去的六个月。
相比，与其他主要期刊的一天， 分析评论 了一个低的循环。 虽然这两个Tory 关键的评论 和 英国的批评 有一个循环的3 500名由1797和 每月评论 实现5 000人，约翰森和蒂的杂志只实现了大约1 500人。 然而，这是常见的做法在十八世纪的一个副本的每份出版物要以读通过许多不同的人。 学者们估计，每个拷贝的伦敦的报纸，例如，阅读第三十人； 咖啡馆 和酒馆都备有副本的报纸和杂志，如是 循环的库中。 因此，流通的数字只提供一个小窥见到有多少人实际阅读这样的出版物。
开始 分析评论's第三个问题，玛丽·沃斯通克拉夫特成为关键的编剧、浪漫故事和小说。 学者们猜测，她评论是签字母"M","W"，或"T"，大致对应，以她的姓名缩写的，在很大程度上是因为他们已经识别出她的写作风格在这些碎片。 她评论，其数量超过200,特征一般是通过其关注妇女问题。 沃斯通克拉夫特学者米齐迈尔斯认为，沃斯通克拉夫特"不仅是一个先驱女权主义者，但也是一个先驱女权主义者的批评，其分析的目之间的性别和类型的开创的女权主义的关键项目"。 沃斯通克拉夫特写剥离的评论，批评被动小说的女主人公的时间，并称赞，例如，"明智和弹性"的斯塔福德太太的 夏洛特·史密斯的 自传式新颖的 埃米琳 (1788). 在突出这个角色，她"选拔出来 ...知识的母亲的人已经感觉和思想深深"，一个类似的妇女，她描述中 辩护权利的妇女 (1792)为具有"力量 ...在自己"。 她嘲笑的"衍生物，规定性的、模仿和影响"和庆祝"自然，创新的，[和]富有想象力的"。 表明一个特定方面对作品的 托马斯·霍尔克罗夫特，例如 圣安娜Ives (1792),沃斯通克拉夫特庆祝他们的支持的天生的贵族和凭借在贵族头衔。 浪漫主义者 安妮·钱德勒争辩说，沃斯通克拉夫特的评论，表明"一个较早的 奥古斯 政治的知识，进行各种概述的 Dryden中， 教皇，并以较小的程度上， 迅速"它"可以看出，在她坚持一个连续体之间的美学完整性和公民美德，她相信一种形而上学之间的对话，人类智慧和神圣性质；和她的看法belletristic批评，认为适当的法庭对于一个新的冲击学术和科学研究"。 在写她的最后一部小说, 玛利亚的：或者，纠正妇女 (1798),沃斯通克拉夫特利用了她的位置与约翰逊和评论几乎没有但是小说，暴露自己的各种各样的小说的形式。
其他评论者已经重点远远低的奖学金。 根据Eudo Mason，"Fuseli的独特的风格，他最喜欢的短语和语录、主题和想法，使它能够确定他的着作权超越合理怀疑在大多数案件"。 的评论，他签署了"Z，Z"和"R.R."(其中有大约40个)的首字母缩写其出现在整个运行期刊。 他偶尔也签署的评论"Y.Y","美国美国的"，"V.V."，"L.L."(虽然这最后使用由另一个评论者)。 总数，Mason计数66评论，56，他是一定的。 Fuseli使它成为一个惯例评论的案文提及的他的作品写的朋友，他希望以协助讨人喜欢的评论、艺术作品，以及德国的文献(特别是那些由 约翰·戈弗里牧民).
格迪斯,作出贡献的人从第一个问题，撰写了第四十六篇文章，几乎所有议题的圣经批评或宗教历史。 然而，他离开了 分析 九月的1793年编辑的 每月评论的。 考贝，谁可能提交的文章下的首字母p.P和G.G.，主要是评论诗歌。

## 内容和政治倾向

Prise de la Bastille (1789年)，（让·皮埃尔·路易斯·洛朗 豪尔著）

该 分析评论 提供了其读者访问各种各样的工作。 在1789年七月，当 巴士底下降， 分析 评论了 农村经济的格洛斯特郡, 生活的托马斯·Chatterton是， 交易，在孟加拉时， 军事行动对罗曼德海岸, 诗歌和音乐意大利歌剧，并 Histoire Politique de la革命en France. 该杂志还奠定了挑衅性事实，在公众面前的提示他们认为，如果有必要，采取行动，尽管它声称没有提倡一个观点。 例如，当哲学家和政治家 埃德蒙·伯克 发出他在政治上有争议的 思考革命法国 (1790)， 分析评论， 评论了它广泛，以及许多对策，例如沃斯通克拉夫特 辩护的权利的人 (第1790), Vindiciae Gallicae (1791)通过 詹姆斯·麦金托什的，以及 权利人 (1791)通过 Thomas Paine的。 然而，大部分的摘录，评论人员选择发布来自反驳Burke的工作。
一致，与约瑟夫·约翰逊的态度， 分析评论 的趋势走向一个"温和极端主义"，这意味着它反对 皮特 政府和庆祝大价值观的培恩的 人权的。 它主张适度的改革的 议会，强调利益有代表性的政府，并概述了保护通过一个 权力分离的。 而杂志支持的理想的 法国大革命 和反对 英国对法国的战争，它不赞成暴力的方法的一些革命者。 约翰逊继续他的试图保持不偏不倚的政治辩论，认为 宗派主义 政府是有害的。
海伦Braithwaite，在她的书上约翰逊，认为"通过日1798 ...的 分析 已成为一个深深刺一侧的政府"；以 在约翰逊的审判于 煽动性诽谤，这一问题的定期输入作为对他不利的证据，表明该国政府没有查看期刊为非党派性的。 Derek Roper，在他的调查迟交的十八世纪期刊，介绍该 分析 作为"更为激进的政治和宗教，比其他任何日报"。 作为他解释说，但是，"这些观点并不总是充分明确的，并且可能通过语气和方式的一个摘要，而不是的段落批评"。

许多创始成员的 分析评论 进统一，相当少数的捐助国持不同政见者，所以同时代的人认为有偏见在《日刊》(大多数的十八世纪期刊都是公开的党派). 蒂试图缓和这些担心在他的广告：
It has been insinuated that the Analytical review originated from a party [the Unitarians], and is meant to serve their purposes. We give ourselves little trouble about such reports. The public will soon judge from the execution of our work, whether we are sincere or not in our professions of impartiality, and to them we appeal.
这真诚的态度似乎已在很大程度上普遍存在的实践。 提阿林赛，曾帮助建立上帝一位论在英国，写信给牧师 值得Cappe 表达他的不满，在评论中的第一个问题的 分析，表明这一神教的神学没有被颁布的日记。 此外，约翰逊选择作为他的神学评论，不是一个持不同政见者作为他的朋友约瑟夫·普莱斯利呼吁，但是亚历山大·格迪斯，一个才华横溢的苏格兰人曾经受命在巴黎作为 罗马天主教 牧师。 然而，现代学者们认为，他这样做不是出于宗教原因，而是因为格迪斯住在伦敦和不得不关闭连接这两个到沃斯通克拉夫特和约翰逊的朋友，亨利Fuseli的。

## 反雅各宾的评论

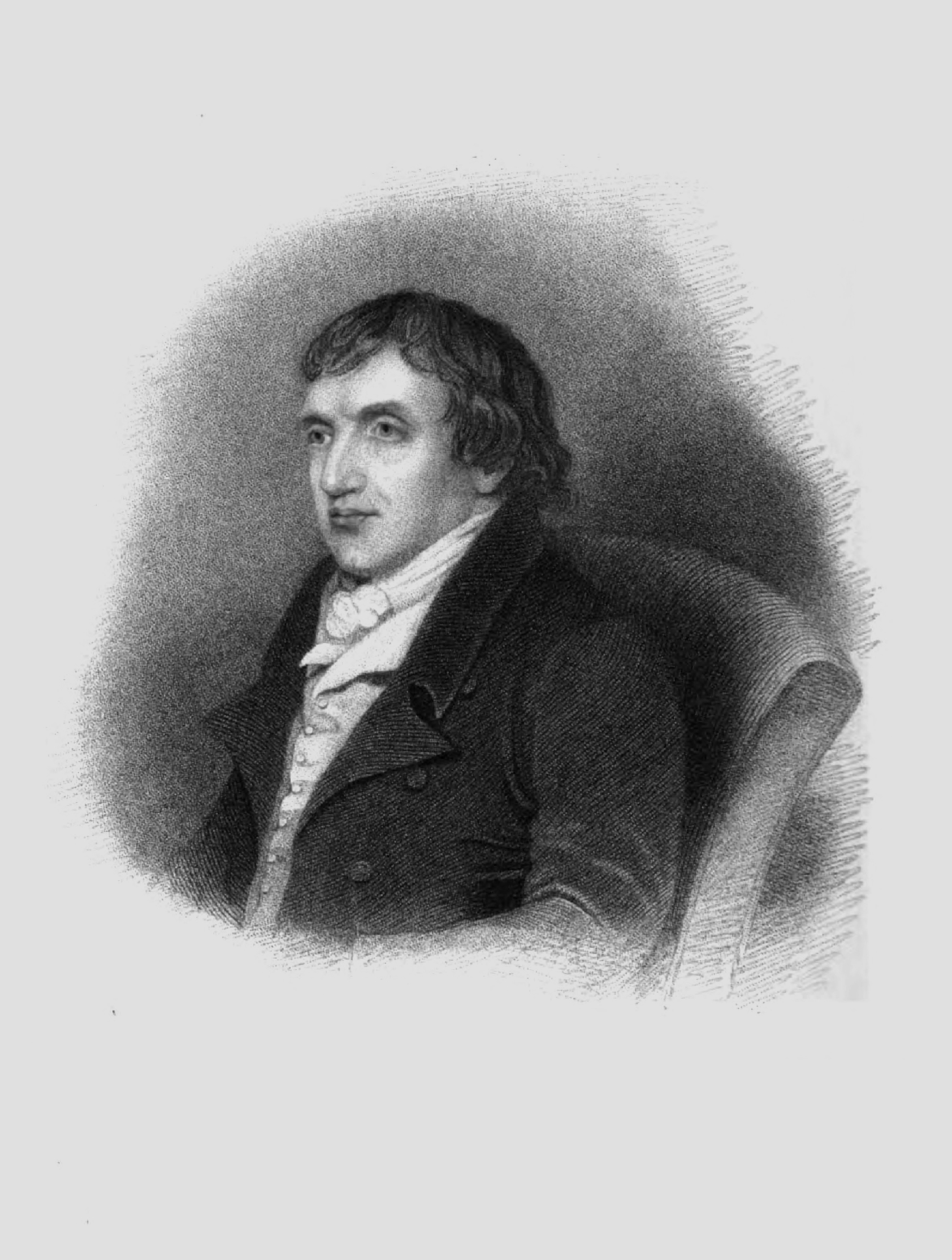
威廉·吉弗德，《反雅各宾评论》创刊人

自称的克星的 分析评论 是 防雅各宾；或者，每周的考官 (后更名为 反雅各宾评论和杂志)、一个皇家开始定期在十一月1797由作者 威廉·Gifford 的建议的政治家 乔治·坎宁，并与暗中鼓励行政当局的威廉·皮特。 的总编辑和作家 约翰·理查兹的绿色 (编写下化名"约翰·Gifford")一起和安德鲁比塞特的。 在其章程， 反雅各宾评论 宣布：
that the channels of criticism have long been corrupted; that many of the Reviews, sinking the critic in the partisan, have insidiously contributed to favour the designs of those writers who labour to undermine our civil and religious establishments, and, by a shameless dereliction of duty, to cast an odium on their opponents.
编辑因此决定"抵消有害影响的这一危险的系统"[着重部分在原始]和"恢复批评，其原始标准"—他们"经常 评论 的 每月中， 批评 的 关键，并且 分析 的 分析评论 （原文如此）"[着重部分在原始]. 的 反雅各宾的评论 公布了一个经常性特征，"评审者评论"，它分析了"雅各宾"评论在政治上不可接受的发言和发表的图像。 的 反雅各宾评论 还袭击了 分析评论 ，为其所感知的无神论和为什么他们认为其缺乏爱国心。

在约翰逊的1798试用煽动性诽谤出版一个小册子，通过 的吉尔伯特韦克菲尔德，他们写道：
Does he [Johnson] imagine that we do not know that the proprietor of the Analytical Review is himself under prosecution for selling this same pamphlet of Mr. Wakefield's? It is not the prosecution of Mr. Cuthell, then, but the prosecution of Mr. JOHNSON, that excites the indignation of these venal and contemptible critics, as well as that of the whole party [the Unitarians], who are bursting with spite, and thirsting for revenge. It is by his orders to men whom he pays for scribbling in his miserable Review, that every writer who exposes the defects, as they are delicately termed, of Mr. Wakefield's pamphlet, is abused in the most scurrilous and indiscriminate manner. We advise, therefore, these critics, in future, to throw off a mask which will no longer conceal their object, and boldly, if they dare, pronounce a eulogy on the loyalty of this favorite publisher and friend of the PRIESTLEYS, the DARWINS, the GODWINS, and other unprejudiced authors, who have kindly taken upon themselves, for the last twenty years, the important task of enlightening the public mind. [emphasis in original]
这 反雅各宾 还出版了蠢事的工作的自由主义诗人；最着名的是"爱的三角形"嘲笑 伊拉斯谟达尔文 爱的植物 (1791)上。

## 解题和短暂复活

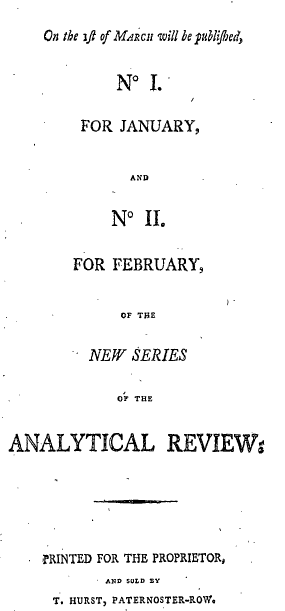
封页，《分析评论(新系列)》第一和第二期的广告

之后约翰逊被定罪月17日1798年，之前他被判处在12月1799，他试图证明他"一致建议的循环，如出版物中有一种倾向，以促进良好的道德，而不是诸如计算误导和煽动共同的人"。 定期学斯图尔特·安德鲁斯因此认为，最后一个问题的 分析评论 "必须阅读光约翰逊的即将到来的句子". 日1798问题集中在旅行文献和女性的潮流，虽然它评论了玛丽Hays的 呼吁男子大不列颠代表的妇女，它没有这样做的任何"政治咬"。 在同一个月， 反雅各宾审议 推出了第一批评的 分析 和其他期刊， 分析 发表了广泛的文章上的 风景如画 和其他美学理论。
编辑的 反雅各宾评论 了贷款的"溶解"的 分析评论 在序言他们必1798卷，写为："其他的目的我们的直接攻击， 分析评论，已经收到了死亡的打击，我们有更多的理由祝贺自己在分享我们已经在产生它的溶解，比它将是权宜之计在这里展开。" 他们还出版了一个动画片由 托马斯·． 题为"一个魅力于一个民主、评论、分析和摧毁"。 然而，学者属性结束的约翰逊和蒂的杂志，以约翰逊的审判于煽动性诽谤罪，并随后进行的负面宣传，此外死亡蒂和沃斯通克拉夫特在1796和1797年分别。
之后它的悬挂与日1798问题， 分析评论 奠定一直处于休眠状态，这是简单地恢复作为 分析评论(系列新) 在第六个月的1799年。 这是印刷的和出售由T.Hurst的链斗式行，显然没有任何连接约翰逊或现有审评。 不像其前身一样，新的系列审慎的；它评论了相对没有争议的工作及其条款没有草签签名。 这一系列持续了仅从一月至六月1799年。
巴特勒写道，"一个标记结束的资产阶级的共和国的信件是关押在1798的老前辈的出版商书商，约瑟夫·约翰逊的"。 此外，她解释说，这似乎意识形态的"一致性"的共和国的信件，作为它表示，在迟交的十八世纪英国期刊，消除成立的 英国圣公会的 批评英国 在1792和建立 爱丁堡评论 在1802. 的 爱丁堡，根据巴特勒，"清楚地阐到打破这一模式现有的杂志文化"。 ，而不是试图掩盖各种各样的文字，因为有 分析评论 及其同伙，它集中在仅仅几个文本，并限制本身的主题领域，编辑人员认为有价值的。 例如，它强调了学术领域为其苏格兰大学是众所周知的，例如自然科学、道德哲学和政治经济。 激进的政治着作、古典研究文书的着作，和流行的文献中被排除在外或嘲笑。

## 延伸阅读
- Allentuck, Marcia. "Henry Fuseli and J. G. Herder's Ideen Zur Philosophie der Geschichte der Menschheit in Britain: An Remarked Connection". Journal of the History of Ideas 35.1 (1974): 113–120.
- Andrews, Stuart. The British Periodical Press and the French Revolution, 1789–99. New York: Palgrave, 2000. ISBN 0-333-73851-9.
- Braithwaite, Helen. Romanticism, Publishing and Dissent: Joseph Johnson and the Cause of Liberty. New York: Palgrave Macmillan, 2003. ISBN 0-333-98394-7.
- Butler, Marilyn. "Culture's Medium: the Role of the Review". The Cambridge Companion to British Romanticism. Ed. Stuart Curran. Cambridge: Cambridge University Press, 1993. ISBN 0-521-42193-4.
- Chandler, Anne. "The 'seeds of order and taste': Wollstonecraft, the Analytical Review, and critical idiom". European Romantic Review 16.1 (2005): 1–21. doi:10.1080/1050958042000338525
- Esterhammer, Angela. "Continental literature, translation, and the Johnson circle". Wordsworth Circle 33.3 (2002): 101–105.
- Mason, Eudo C., ed. The Mind of Henry Fuseli: Selections from his Writings with an Introductory Study. London: Routledge & Kegan Paul, 1951.
- Keen, Paul. The Crisis of Literature in the 1790s: Print Culture and the Public Sphere. Cambridge: Cambridge University Press, 1999. ISBN 0-521-65325-8.
- Myers, Mitzi. "Sensibility and the 'Walk of Reason': Mary Wollstonecraft's Literary Reviews as Cultural Critique". Sensibility in Transformation: Creative Resistance to Sentiment from the Augustans to the Romantics. Ed. Syndy McMillen Conger. Rutherford: Fairleigh Dickinson University Press, 1990. ISBN 0-8386-3352-8.
- Roper, Derek. Reviewing before the Edinburgh. London: Methuen and Co., 1978. ISBN 0-416-16780-2.
- Stewart, Sally. "Mary Wollstonecraft's Contributions to the Analytical Review". Essays in Literature 11.2 (1984): 187–199.
- Teich, Nathaniel. "The Analytical Review". British Literary Magazines: The Augustan Age and the Age of Johnson, 1698–1788. Ed. Alvin Sullivan. Westport, CT: Greenwood Press, 1983. ISBN 0-313-22871-X.
- Tyson, Gerald P. Joseph Johnson: A Liberal Publisher. Iowa City: University of Iowa Press, 1979. ISBN 0-87745-088-9.